# A.K.
Pour les articles homonymes, voir AK.

A.K. est un film documentaire franco-japonais réalisé par Chris Marker en 1985, à propos du réalisateur japonais Akira Kurosawa.

## Synopsis
Dans ce documentaire, Marker suit le tournage du film de Kurosawa Ran, tourné près du mont Fuji au Japon. Le film s'intéresse au travail du cinéaste, dans la reconstitution du Japon féodal et dans son travail avec ses acteurs, figurants et avec son équipe technique. Marker réalise de nouveau un film documentaire qui prend une forme assez libre, entre des aspects propres au documentaire (description des lieux et des personnes présents) et des aspects plus fictionnels (réflexions personnelles, références à la poésie, etc.).

## Autres documentaires de Chris Marker
Chris Marker a déjà filmé le Japon entre autres dans son film Sans soleil où il s'intéresse plus particulièrement à la ville de Tokyo.
Marker a fait d'autres portraits de cinéastes, dont celui d'Alexandre Medvedkine dans Le Tombeau d'Alexandre et celui d'Andreï Tarkovski dans Une journée d'Andreï Arsenevitch.